# Cyperus blysmoides
Cyperus blysmoides là một loài thực vật có hoa trong họ Cói. Loài này được Hochst. ex C.B.Clarke mô tả khoa học đầu tiên năm 1902.